# Ochyrocera juquila
Ochyrocera juquila is een spinnensoort uit de familie Ochyroceratidae. De soort komt voor in Mexico.